# Bengt Rick
Bengt Kristian Rick, född 1922 i Norrtälje, död 21 april 1982 i Malmö, var en svensk grafiker och tecknare.
Rick studerade vid ett humanistiskt gymnasium där han fick sina grundläggande kunskaper i estetisk teckning och oljemålning. Efter en korrespondenskurs från Hermods sökte han sig till Grafikskolan i Malmö samt studerade privat för Kurt Carendi. Separat har han ställt ut i bland annat Malmö, Uppsala och Gävle. Rick finns representerad vid Grafiska fackförbundet. 